# Brunflo församling
Brunflo församling är en församling i Sydöstra Jämtlands pastorat i Södra Jämtland-Härjedalens kontrakt i Härnösands stift. Församlingen ligger i Östersunds kommun i Jämtlands län.

## Administrativ historik
Församlingen har medeltida ursprung. Ur församlingen utbröts 1821 Östersunds församling.
Församlingen var moderförsamling i pastoratet Brunflo och Marieby som 1589 utökades med Lockne församling och från 1589 till 1864 omfattade Näs församling, mellan 1820 och 1 maj 1913 Östersunds församling. Från en tidpunkt senast 1998 ingick åter Näs församling i pastoratet.
1 januari 2022 utökades och namnändrades pastoratet till Sydöstra Jämtlands pastorat.

## Kyrkoherdar
| Ämbetstid | Namn                      | Levnadstid | Övrigt                               |
| --------- | ------------------------- | ---------- | ------------------------------------ |
| 1346–1350 | Michael                   |            |                                      |
| 1362      | Niklas                    |            |                                      |
| 1396      | Thomas Sigesson           |            |                                      |
| 1413–1423 | Thorsten Pavalsson        |            |                                      |
| 1438–1448 | Richard Ericsson          |            |                                      |
| 1482      | Karl                      |            |                                      |
| 1487–1502 | Lafrens Iliansson         |            |                                      |
| 1504–1508 | Jens Karlsson             |            |                                      |
| 1509      | Niels                     |            |                                      |
| 1526–1545 | Nils Matsson              |            |                                      |
| 1548–1572 | Anders Petri              |            |                                      |
| 1581–1628 | Peder Andersson           | –1628      |                                      |
| 1629–1658 | Olaus Petri Drake         | –1658      |                                      |
| 1660–1668 | Jacob Holst               | 1620–1668  | Kontraktsprost.                      |
| 1670–1702 | Petrus Lang               | –1702      |                                      |
| 1703–1713 | Claes Halling             | 1669–1713  |                                      |
| 1715–1724 | Sven Bidenius Renhorn     | 1673–1724  |                                      |
| 1726–1735 | Johan Holmberg            | 1677–1735  |                                      |
| 1736      | Johan Eriksson Sparrman   | 1697–1737  |                                      |
| 1738–1753 | Isak Alstadius            | 1685–1753  |                                      |
| 1755–1774 | Johannes Nording          | 1692–1774  |                                      |
| 1776–1807 | Wilhelm Gustaf Zetterberg | 1739–1807  |                                      |
| 1808–1819 | Daniel Backman            |            | Senare kyrkoherde i Tuna församling. |
| 1820–1852 | Olof Dillner              | 1780–1852  | Kontraktsprost.                      |
| 1857–1879 | Anders Olof Löfvenmark    | 1806–1879  |                                      |
| 1882–1910 | Pehr Olof Frändén         | 1823–1910  |                                      |
| 1912–     | Carl August Skog          | 1859–      |                                      |

## Kyrkor
- Brunflo kyrka
- Heliga Ljusets kyrka
- Ängsmokyrkan